# タンゴ・イン・ザ・ナイト
『タンゴ・イン・ザ・ナイト』(Tango in the Night) は、1987年にリリースされたフリートウッド・マックのアルバム。バンドとしては通算18枚目、ミック・フリートウッド、ジョン・マクヴィー、クリスティン・マクヴィー、リンジー・バッキンガム、スティーヴィー・ニックスというバンド全盛期のメンバー5人になってからは6枚目、また全盛期最後のアルバムとも言われている。

## 解説
前作のアルバム『ミラージュ』以来5年ぶりにリリースされたアルバムであるが、前作のアルバムの時と同様にグループ解散の噂は絶えなかった。メンバーは前作以降ソロ活動を続けており、特にリンジー・バッキンガムやスティーヴィー・ニックスの顕著な活躍ぶりは、ある意味解散の噂を肯定的にしていると言っても過言ではなかった。さらにはスティーヴィーはこのアルバムのリリース前、1986年にコカイン中毒のためリハビリ施設に入所していた（「ウェルカム,セーラ - Welcome to the Room...Sara 」はその入所時に書かれたものである）。またジョン・マクヴィーとの結婚生活にピリオドを打ったクリスティン・マクヴィーは1986年にシンセサイザー奏者のエドアルド・クィンテラ・デ・メンダンカと再婚していた。
そんな中、リンジーの3枚目のアルバム制作の際にこのアルバムの制作が決定したという。当初はロバート・パーマーなどを手掛けたジェイソン・カーサロがプロデュースを務める予定だったが、最終的にはリンジーがジェイソンに断りを入れ、彼自身とリチャード・ダシュットでアルバムを仕上げた。アルバムの制作はサン・フェルナンド・バレーの「ランボー・スタジオ」にて3ヶ月間に亘って録音が行われ、ロサンゼルスにあるリンジーの自宅スタジオ「ザ・スロープ」にてオーバー・ダビングやミキシングが行われた。録音は午後2時頃から始まり、遅くとも午後10時頃には切り上げるという非常に健康的な作業であった。
タイトルに「タンゴ」という名前があるように、アルバム・ジャケットや楽曲にもエキゾチック且つエスニックな要素を取り入れたこのアルバムをリンジーは「『噂』の統一性と『牙 (タスク)』の魅力的な要素をミックスした内容であり、プロデュースしたアルバムの面では過去のアルバムを上回る」と自負していた。
しかし話題を集めたこのアルバムはゴールドディスクを獲得するもチャート・アクション的にはアルバム、シングル共に前作を上回ることはなく、さらに収録曲「When I See You Again」や「You and I, Part II」の歌詞が解散を暗示しているなどという噂もたった。そしてこのアルバムをリリースした後リンジーはバンドを脱退、バンド全盛期はこのアルバムを以って終わりを告げた。
このアルバム発表の翌年には『グレイテスト・ヒッツ』がリリースされ、その後のライブツアーは新メンバーとしてギター2名を加えた新編成で行われた。なお次のアルバム『ビハインド・ザ・マスク』がリリースされたのは1990年、そして全盛期のメンバーが再び一堂に揃ったのはさらにその後の1997年のことである。

## 曲目
Side 1
1. ビッグ・ラヴ - Big Love (Buckingham) 3:37■
2. セヴン・ワンダーズ - Seven Wonders (Stewart, Additional Lyrics: Nicks) 3:38★
3. エヴリホエア - Everywhere (McVie) 3:41☆
4. キャロライン - Caroline (Buckingham) 3:50■
5. タンゴ・イン・ザ・ナイト - Tango in the Night (Buckingham) 3:56■
6. ミスティファイド - Mystified (McVie, Buckingham) 3:06☆

Side 2
1. リトル・ライズ - Little Lies (McVie, Quintela) 3:38☆
2. ファミリー・マン - Family Man (Buckingham, Dashut) 4:01■
3. ウェルカム,セーラ - Welcome to the Room...Sara (Nicks) 3:37★
4. ミッドナイト・ラヴ - Isn't It Midnight (McVie, Quintela, Buckingham) 4:06☆
5. ホワッツ・マター・ベイビー - When I See You Again (Nicks) 3:47★
6. ユー・アンド・アイ(パート2) - You and I, Part II (Buckingham, McVie) 2:40■

※メイン・ヴォーカルは■をリンジー、★をスティーヴィー、☆をクリスティンが担当。また「セヴン・ワンダーズ」の共作者サンディ・スチュワートはスティーヴィーの友人、「リトル・ライズ」「ミッドナイト・ラヴ」の共作者エディ・クィンテラは前述のクリスティンの夫である。

## クレジット
- スティーヴィー・ニックス - ボーカル
- クリスティン・マクヴィー - ボーカル、キーボード
- リンジー・バッキンガム - ボーカル、ギター
- ジョン・マクヴィー - ベース
- ミック・フリートウッド - ドラム

### 制作
- リンジー・バッキンガム、リチャード・ダシュット – プロデューサー、カバー・コンセプト
- リンジー・バッキンガム – アレンジ
- グレッグ・ドローマン – エンジニア
- Precision Lacquers、Stephen Marcussen – マスタリング
- ジェリ・ヘイデン – アート・ディレクション
- ブレット・リヴィングストーン・ストロング – カバー・ペインティング
- グレッグ・ゴーマン – カバー・フォト

## チャートイン
アルバム
| 年   | チャート                | 順位 |
| ---- | ----------------------- | ---- |
| 1987 | ビルボード・アルバム200 | 7    |

シングル
| 年   | シングル             | チャート                     | 順位 |
| ---- | -------------------- | ---------------------------- | ---- |
| 1987 | "ビッグ・ラヴ"       | ビルボード・ポップ・シングル | 5    |
| 1987 | "セヴン・ワンダース" | ビルボード・ポップ・シングル | 19   |
| 1987 | "リトル・ライズ"     | ビルボード・ポップ・シングル | 4    |
| 1987 | "エヴリホエア"       | ビルボード・ポップ・シングル | 14   |
| 1988 | "ファミリー・マン"   | ビルボード・ポップ・シングル | 90   |

## その他
- このアルバムの最後に収録されている「You and I」のパート1（You and I, Part I）は、このアルバムからのファースト・シングル「ビッグ・ラヴ」にカップリング曲として収録されている。
- 日本国内でこのアルバムの発売元であったワーナー・パイオニア（現・ワーナーミュージック・ジャパン）は当初通常でのCD販売を行っていたが、1988年10月25日「GOLD（24K）CD COLLECTION」シリーズの1つとして「ゴールド（24KB蒸着）CD」で再リリースした。
- このアルバムからの3枚目のシングルであった「Little Lies」は、2014年にルーマニアの歌手であるアレクサンドラ・スタンに、2016年にはアメリカの歌手・女優であるヒラリー・ダフによってカバーされている。また、4枚目のシングルであった「Everywhere」は、チャカ・カーンが1996年にリリースしたベストアルバム『Epiphany』の中でカバーされている他、2004年にレゲエ・グループのEkoluがアルバム『Back To The Valley』の中で、また同じレゲエ・アーティストであるMarcia Griffithsが2007年にアルバム『Reggae Anthology:Melody Life』の中でカバーされている。
- スティービーの曲「When I See You Again」が、フジテレビの逸見政孝、田丸美寿々両キャスターのニュース番組「FNNスーパータイム」で、ラストコーナーでのBGMで使われたことがある。
- このアルバムをほぼ1人で仕上げたといっていいほどの貢献をしたリンジーは3枚目のシングル「Little Lies」のリリース前後に脱退した。その時点で脱退の主だった理由は明かしていなかったが、本作のために中断していたソロアルバムを完成させたいと語っていた[4]。しかし、実際はリンジーがこのアルバムに対するツアーへの参加を拒んだことが脱退の理由であると後に明かされた[5]。